# کورین (سنگ مصنوعی)

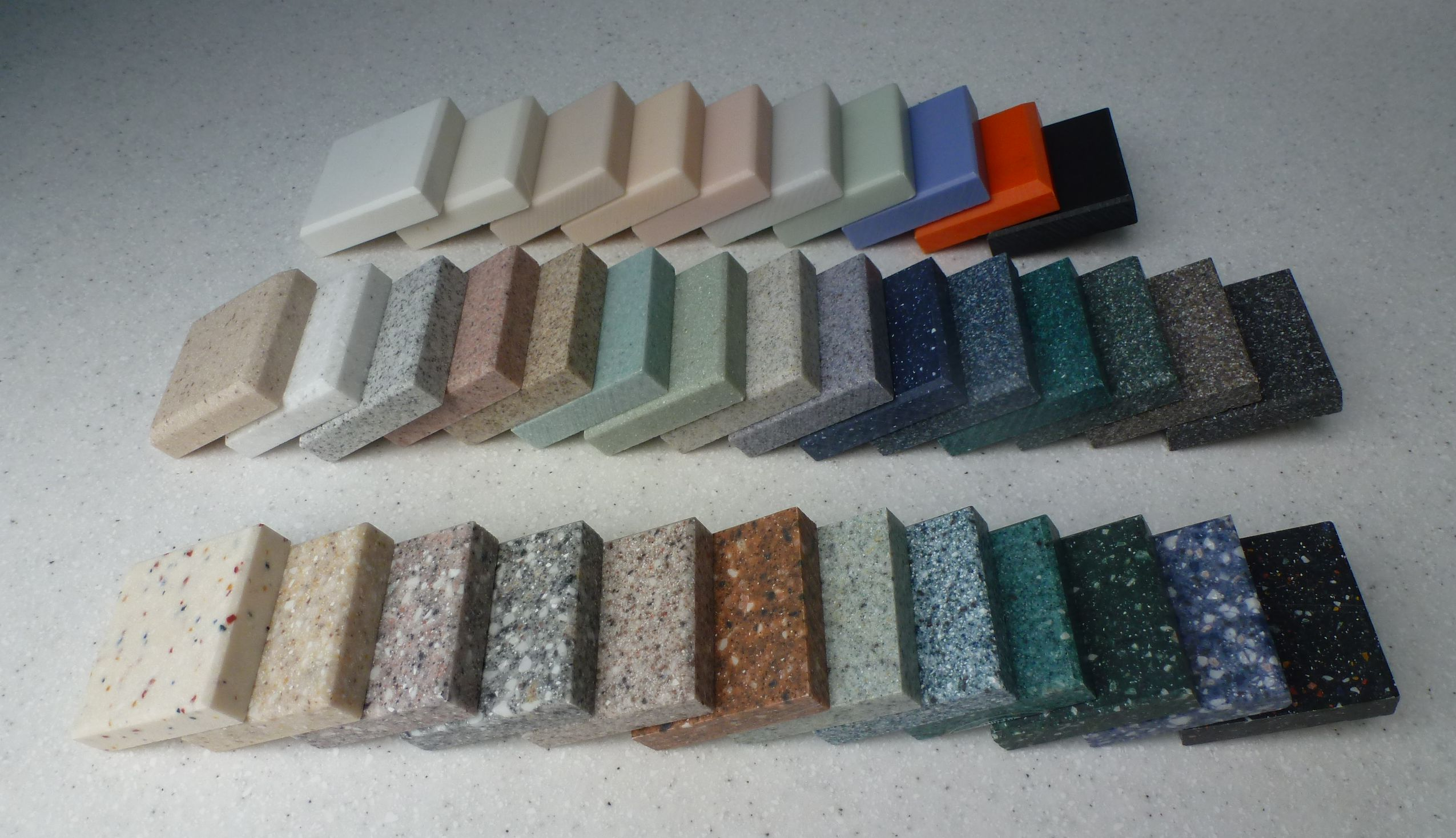
نمونه‌های سنگ کورین

کوریَن (به انگلیسی: Corian) نام تجاری (برند) نوعی سنگ مصنوعی یکپارچه تولید شده توسط I. E. du Pont de Nemours و کمپانی دوپون می‌باشد. استفاده اصلی آن در کابینت آشپزخانه و محیط‌های پزشکی و آزمایشگاهی است. مواد تشکیل دهنده کورین پلیمر اکریلیک و آلومینیم هیدروکسید که مشتق شده از بوکسیت سنگ معدن است می‌باشد. کورین اولین ماده ساخته شده از این نوع می‌باشد که توسط دانشمندان دوپون در سال ۱۹۶۷ ساخته شده‌است.
کورین در سه ضخامت ۶ میلیمتر (۰٫۲۴ اینچ), ۱۲ میلیمتر (۰٫۴۷ اینچ) و ۱۹ میلیمتر (۰٫۷۵ اینچ) تولید می‌شود. بیشتر کورین‌ها در کارخانجات دوپون در نزدیکی بوفالو، نیویورک تولید می‌شوند.